# 樹下太郎

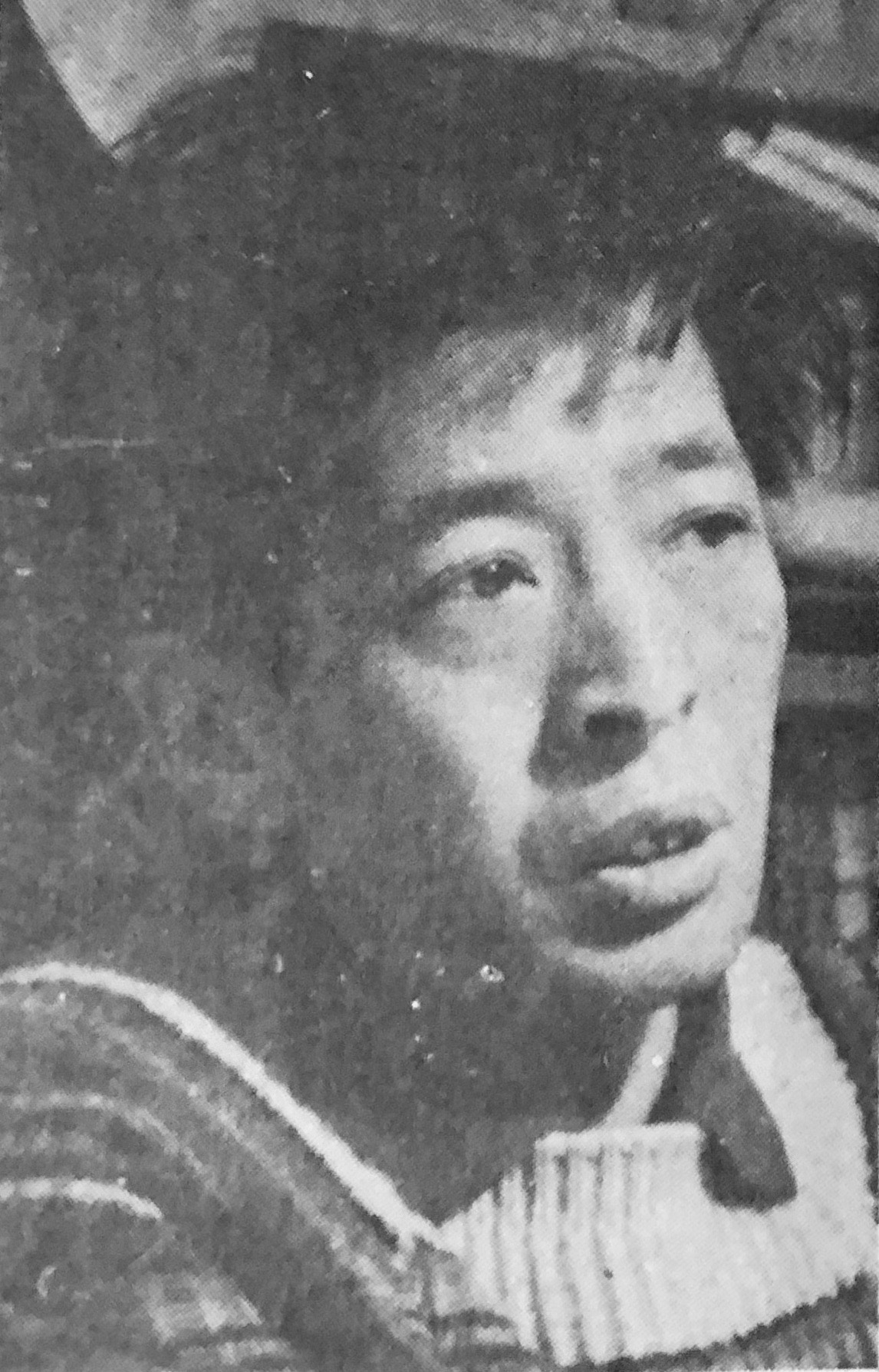
樹下太郎

樹下 太郎（きのした たろう、1921年3月31日 - 2000年12月7日）は、日本の小説家。 
東京市池袋生まれ。本名・増田稲之助。京橋商業学校（現東京都立芝商業高等学校）卒、理研スプリングK.K.入社。出征し、復員後、福音電機に勤務、ドラマや放送台本を書く。1958年『週刊朝日』『宝石』共催の懸賞に「悪魔の掌の上で」が佳作入選。1961年「銀と青銅の差」で、1963年「サラリーマンの勲章」で直木賞候補。 推理小説、サラリーマン小説を書いた。

## 著書
- 『最後の人』東都書房 1959
- 『落葉の柩』浪速書房 1960
- 『散歩する霊柩車』東都書房 1960 のち光文社文庫
- 『夜の挨拶』東都書房 1960
- 『愛する人 推理小説』東都書房 1961
- 『石の林』東都書房 1961
- 『「期待」と名づける』桃源社 1961
- 『銀と青銅の差』光風社 1961 のち文春文庫
- 『さがしている』桃源社 1961
- 『目撃者なし』新潮社・ポケット・ライブラリ 1961 のち光文社文庫
- 『休暇の死』東都書房 1962
- 『スタイロールの犯罪』桃源社 1962
- 『鎮魂の森』桃源社 1962
- 『憎しみのバランス』角川小説新書 1962
- 『夫婦は他人』七曜社 1962
- 『不眠都市』東都書房 1962
- 『もうひとつの夜』東方社 1962
- 『夜の巣』角川小説新書 1962
- 『二度死ぬ ムードミステリー』アサヒ芸能出版・平和新書 1963
- 『紅いレース』東都ミステリー 1963 のち春陽文庫
- 『朝を待とう』東方社 1963
- 『プロムナード・タイム ショート・ショート』東方社 1963
- 『うちのひとが…』七曜社 1964
- 『暗い道 コンサルタント殺人事件』講談社 1964
- 『サラリーマンの勲章』ポケット文春 1964 のち文庫
- 『飛ぶ女』東方社 1964
- 『サラリーマンの大将』光風社 1965 のち春陽文庫
- 『男でありたい』青樹社 1966
- 『かわいい狼』青樹社 1966
- 『五泊六日』講談社 1966
- 『ずばれサラリーマン』双葉新書 1966
- 『男性的男性』徳間書店・平和新書 1966
- 『非行社員絵巻』ポケット文春 1966 のち春陽文庫、文春文庫
- 『お遊びの時間』青樹社 1967
- 『人生だなあ』講談社 1967 のち春陽文庫
- 『微笑時間』集英社・コンパクト・ブックス 1967
- 『部下は十二人』日本経済新聞社 1967
- 『ホワイトカラーの色知恵』徳間書店・平和新書 1967
- 『サラリーマン紳士録』青樹社 1968
- 『夜と夕方』青樹社 1968
- 『暗い道』報知新聞社 1969
- 『颯爽 さっそう』報知新聞社 1970
- 『四十九歳大全集』講談社 1971 のち光文社文庫
- 『若き紳士と女たち』実業之日本社・ホリデー新書 1971
- 『なにかが起りそう…』実業之日本社 1972
- 『オトコ独身』グリーンアロー・ブックス 1973
- 『男なら 居直り人生論』講談社 1973
- 『現代推理小説大系 13 （笹沢左保、樹下太郎、陳舜臣）』銀と青銅の差 講談社 1973
- 『初夏の雪』双葉新書 1974
- 『あなたが好きです』ワールドフォトプレス 1975
- 『通勤を楽しくする本』講談社 1975
- 『酔っぱらいの子守唄』桃園書房 1975
- 『桃はももいろ』青樹社 1977
- 『神さまと夕焼け』サンケイ出版 1981
- 『鎮魂の森』出版芸術社 1993 ミステリ名作館

## 参考
- 『日本近代文学大辞典』講談社、1984
- 『文藝年鑑2007』
- 直木賞のすべて 樹下太郎-直木賞候補作家